# Thời gian thiên văn

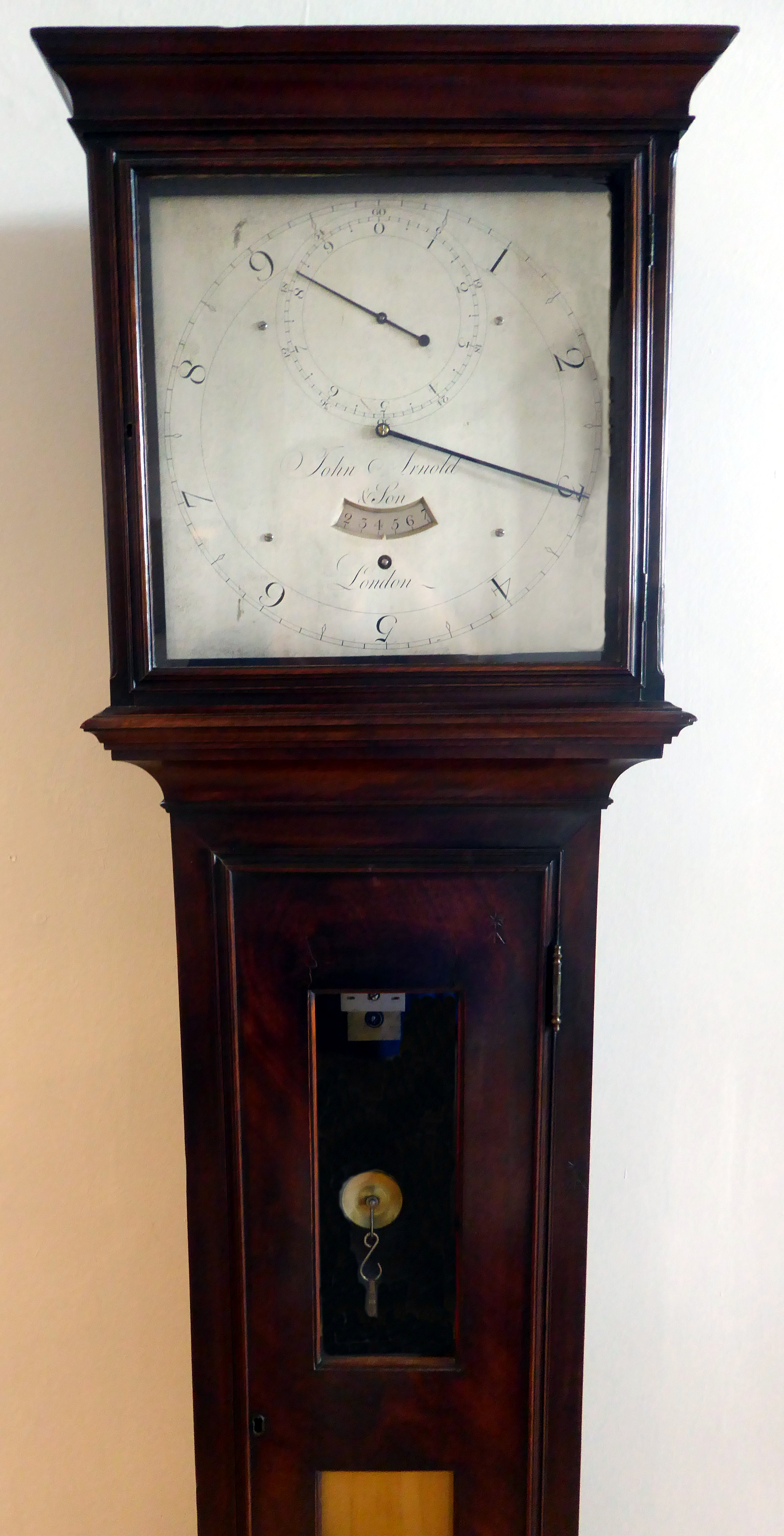
Một trong hai chiếc đồng hồ góc theo sao còn sót lại được biết đến trên thế giới. Nó được làm cho Ngài George Shuckburgh-Evelyn. Nó được trưng bày trong Đài thiên văn Hoàng gia, Greenwich, London.

Thời gian thiên văn hay thời gian sao (sidereal time, nghĩa là "theo các ngôi sao") là một hệ thống đo tính thời gian mà các nhà thiên văn sử dụng để xác định vị trí của các thiên thể. Sử dụng thời gian sao, có thể dễ dàng hướng kính thiên văn đến tọa độ thích hợp trên bầu trời đêm. Tóm lại, thời gian thiên văn là "thang thời gian dựa trên tốc độ quay của Trái Đất được đo tương đối so với các ngôi sao cố định ".
Nhìn từ cùng một vị trí, một ngôi sao nhìn thấy tại một vị trí trên bầu trời sẽ được nhìn thấy tại cùng một vị trí vào một đêm khác vào cùng thời điểm sao. Điều này tương tự như cách thời gian được giữ bởi một đồng hồ mặt trời có thể được sử dụng để tìm vị trí của Mặt Trời. Giống như Mặt Trời và Mặt Trăng dường như mọc lên ở phía đông và lặn ở phía tây do sự quay của Trái Đất, các ngôi sao cũng vậy. Cả thời gian mặt trời và thời gian theo sao đều tận dụng sự đều đặn của Trái Đất xoay quanh trục cực của nó, thời gian mặt trời theo Mặt Trời trong khi thời gian thiên văn chạy theo các ngôi sao.
Chính xác hơn, thời gian sao là góc, được đo dọc theo đường xích đạo thiên thể, từ kinh tuyến của người quan sát đến vòng tròn lớn đi qua điểm phân tháng ba và cả hai cực thiên thể, và thường được biểu thị bằng giờ, phút và giây. Thời gian phổ biến trên đồng hồ thông thường đo chu kỳ dài hơn một chút, không chỉ xoay quanh trục của Trái Đất mà còn cho quỹ đạo của Trái Đất quanh Mặt Trời.
Một ngày sao là khoảng 23 giờ, 56 phút, 4.0905 giây (24 giờ - 4 phút + 4.0905 giây = 86164.0905 s = 23.9344696 h).
(Giây ở đây tuân theo định nghĩa SI và không nên nhầm lẫn với khái niệm giây thiên văn).
Điểm phân tháng ba bản thân tiến động chậm về phía tây so với các ngôi sao cố định, hoàn thành một vòng quay trong khoảng 26.000 năm, vì vậy ngày "theo sao" sai về tên ("sidereal" có nguồn gốc từ Sidus trong tiếng Latin có nghĩa là "ngôi sao") và ngắn hơn 0,0084 giây so với ngày sao thực (stellar day), tức là thời gian quay của Trái Đất so với các ngôi sao cố định. Thời gian sao "thực sự" dài hơn một chút này được đo bằng Góc quay Trái Đất (ERA), trước đây còn gọi là góc sao thực. Sự gia tăng 360° trong giá trị ERA tương ứng với một vòng quay hoàn toàn của Trái Đất.
Bởi vì Trái Đất quay quanh Mặt Trời mỗi năm một lần, thời gian sao tại bất kỳ địa điểm và thời gian nhất định nào sẽ đạt được khoảng bốn phút so với giờ dân sự địa phương, cứ sau 24 giờ, cho đến khi một năm trôi qua, một "ngày" sao bổ sung đã trôi qua so với số ngày mặt trời đã trôi qua.

## Sách tham khảo
- Astronomical Almanac for the Year 2017. Washington and Taunton: US Government Printing Office and The UK Hydrographic Office. 2016. ISBN 978-0-7077-41666.
- Bakich, Michael E. (2000). The Cambridge Planetary Handbook. Cambridge University Press. ISBN 0-521-63280-3.
- "Earth Rotation Angle". International Earth Rotation and Reference System Service. 2013. Truy cập ngày 20 tháng 3 năm 2018.
- Explanatory Supplement to the Ephemeris. London: Her Majesty's Stationery Office. 1961.
- "Time and Frequency from A to Z, S to So". National Institute of Standards and Technology.
- Urban, Sean E.; Seidelmann, P. Kenneth, biên tập (2013). Explanatory Supplement to the Astronomical Almanac (ấn bản thứ 3). Mill Valley, CA: University Science Books. ISBN 1-891389-85-8.